# Einheitliche Richtlinien für Vertragsgarantien
Einheitliche Richtlinien für Vertragsgarantien (ERV), Uniform Rules for Contract Guarantees, Uniform Rules for Contract Bonds (URCB) erschienen als Publikation der Internationalen Handelskammer unter Nr. 325 im Jahre 1978. Sie bilden eine Richtlinie für die Einhaltung von Verträgen für Garantien. Die ERV wurden 1991 durch die Einheitlichen Richtlinien für auf Anfordern zahlbare Garantien (Uniform Rules for Demand Guarantees, URDG) abgelöst. 

## Kritik
Diese Richtlinien der Internationalen Handelskammer konnten sich im internationalen Wirtschaftsverkehr nicht etablieren, weil die Bankgarantie als Zahlungsversprechen als Usance nicht beachtet wurde.